# Brug 2360
Brug 2360 is een kunstwerk in Amsterdam-Oost.
De brug overspant de Ringvaart van de Watergraafsmeer. Ze vormt de verbinding tussen de Polderweg en Oranje-Vrijstaatkade aan de noordzijde en de Archimedesweg en Linnaeuskade aan de zuidzijde. De brug werd aangelegd in verband met de ontwikkeling van het gebied onder de naam Oostpoort. Daar kwam een stadsdeelkantoor, een winkelcentrum en er kwamen appartementencomplexen. 
In 2007 werd er een brug gebouwd naar een ontwerp van het Ingenieurs Bedrijf Amsterdam. Ze was alleen geschikt voor voetgangers en fietsers. Er werd voor het bouwverkeer een smalle brug naast gebouwd. Omdat verdere ontwikkeling van Oostpoort hier vanwege de financiële crisis nog even op zich liet wachten, werd de brug niet in gebruik genomen. Bij verdere ontwikkeling van het gebied werd de Polderweg aangewezen als ontsluitingsweg voor dit gedeelte van Oostpoort; automobilisten konden via die weg hun parkeergarages onder de woningen bereiken en verlaten; bovendien werd het onderdeel van het Hoofdnet Fiets. Toen bleek dat de brug eigenlijk niet op haar taak was uitgerust en werd er gekozen om de voet/fietsbrug om te bouwen tot een gangbare verkeersbrug. Tegelijkertijd kwam uit een rapport naar voren dat de als primaire waterkering functionerende ringdijk met 20 tot 40 centimeter verhoogd moest worden om aan de nieuwe eisen voldoen tot het voorkomen van overlopen en overstromen (dit werk zou verricht worden vanaf 2019). Vanaf 2014 werd de brug ter hand genomen, maar omdat de bodem hier nogal drassig is en men tegen het talud op moest werken werden Stelcon platen in en op het dijklichaam geplaatst.  
De bouwverkeersbrug was een betonnen brug met witte leuningen. De brug was dermate smal dat er maar in een rijrichting tegelijk gereden kon worden en met maximaal 15 kilometer per uur. Toen brug 2360 bijna voltooid was, verdween de noodbrug voor bouwverkeer.